# چنار
چنار (نام علمی: Platanus) سرده‌ای از درختان بومی نیم‌کره شمالی است. درختان چنار بلند قامت و با برگ‌های پهن بوده و ارتفاع آن‌ها به ۳۰ تا ۵۰ متر می‌رسد، در پاییز برگ‌های آن‌ها می‌ریزد و معمولاً در کنار جویبارها و زمین‌های مرطوب می‌رویند، هرچند نسبت به خشکسالی مقاومند.
گونهٔ چنار خاوری (Platanus orientalis) در ایران نیز می‌روید و بیشه‌های طبیعی آن دیده می‌شود. درخت چنار از جمله درختانی است که اگر محیط برای آن فراهم شود عمر و رشد زیادی دارد.
در مقطع شعاعی، پرمگسی‌های قرمز متمایل به قهوه‌ای یا نقره‌ای تولید می‌کند که به صورت اشکال مشخصی در مقطع مماسی پدیدار می‌شوند و چنانچه بر آن روغن مالیده شود زیبایی آن را دو چندان می‌کند. این چوب نه تنها کیفیت بالایی داشته بلکه به دلیل فراوانی، ارزان بوده و به مقدار بسیار زیادی در ایران عرضه می‌گردد. یکی از مناسب‌ترین چوب‌ها برای خراطی است و از آن برای زیرکار و ساخت ستون و درهای چوبی یکپارچه به‌خصوص درهای اماکن متبرکه از آن بسیار استفاده می‌شود.
آدام اولئاریوس در سفرنامه خود در مورد این درخت چنین می‌نویسد: «این درخت در آلمان ناشناخته است، درخت چنار به بلندی و راستی سرو است، برگ‌های آن پهن و شبیه برگ مو است، چوب این درخت قهوه‌ای رنگ و تخته به دست آمده از آن زیبا و موج‌دار است و وقتی به آن روغن می‌مالند بسیار زیبا به نظر می‌رسد.».

## زیستگاه‌ها

### ایران
چنارهای موجود در ایران چنار ایرانی نام دارند که نژادی از چنار خاوری است که خاستگاه‌شان در جنوب غربی آسیا است. ارتفاع چنارهای موجود در ایران عموماً ۳۰ متر و گاه تا ۵۰ متر هم ارتفاع دارند. پوست این گونه مغز پسته‌ای و مایل به سرخ است. این درخت به‌طور طبیعی تنها در بخش‌های شمالی ایران می‌روید، اما کاشت چنار از دیرباز (اولین بار در دوران هخامنشیان) در ایران رایج بوده و است و هم‌اکنون در باغ‌شهرها، باغ‌های قدیمی و ییلاق‌های ایران چنارستان‌های انبوهی وجود دارند. در ایران در طول تاریخ، چنار به علت داشتن شکل زیبا و شکوه و عظمت، در کاخ‌ها، باغ‌های سلطنتی، خیابان‌های بزرگ شهر و خانه‌های بزرگان به صورت گسترده کاشته می‌شده است؛ به عنوان مثال می‌توان به خیابان ولیعصر، کاخ موزه سعدآباد و … اشاره کرد.

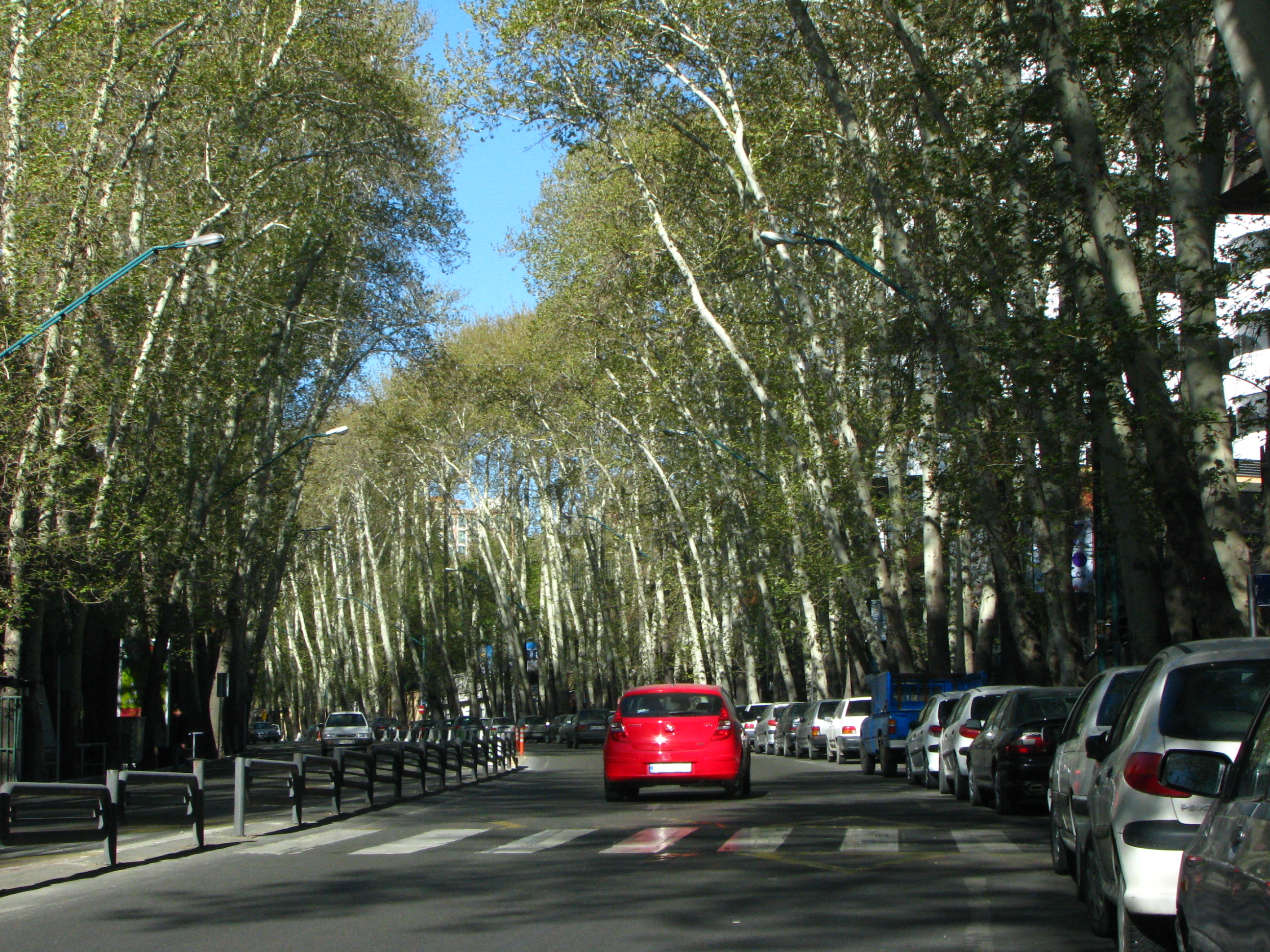
خیابان ولیعصر تهران، از چنارستان‌های بزرگ ایران

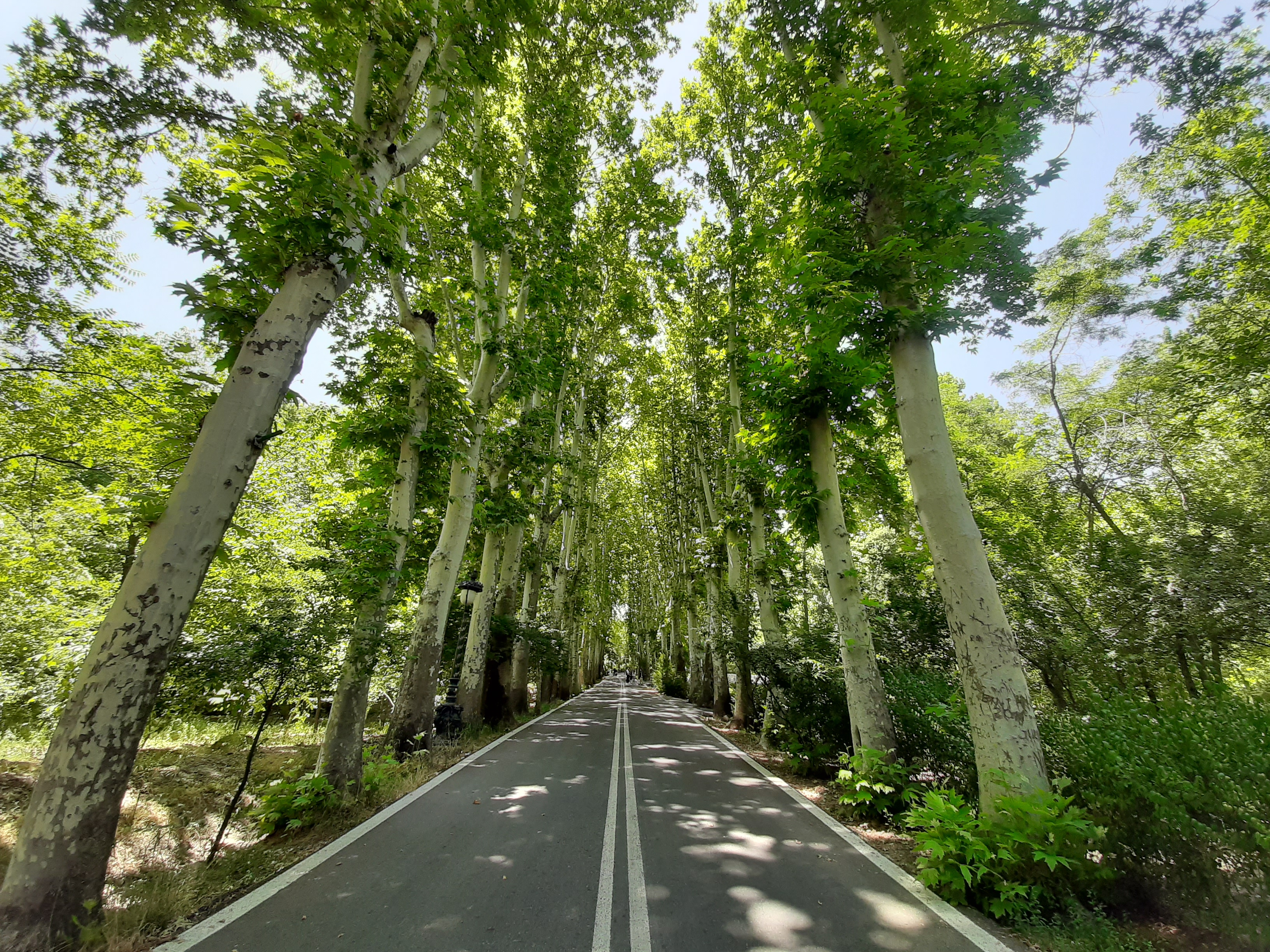
کاخ موزه سعدآباد

همچنین باغداران و کشاورزان از این درخت به علت مقاوم بودن و مرتفع بودن در کنار کشتزارها و باغ‌هایشان اقدام به کاشت درخت چنار می‌کردند.

#### چنارهای بلند شمیران
شمیران، منطقه‌ای در شمال تهران، با چنارهای تنومند و امامزاده‌های کهن خود شناخته می‌شود. نقشه قدیمی تهران، رسم شده توسط عبدالغفار نجم‌الدوله، نشان می‌دهد که این شهر روزگاری پر از باغ و درخت بود. چنار، درختی کم‌توقع و مناسب اقلیم تهران، از قرن‌ها پیش در این منطقه کاشته شد.
خیابان ولی‌عصر (پهلوی)، بلندترین خیابان خاورمیانه که در شمیران واقع شده، در دوران پهلوی اول طراحی شد. این خیابان از کاخ مرمر تا کاخ سعدآباد امتداد دارد و دو طرف آن با درختان چنار آراسته شد، چنارهایی که به نماد این خیابان تبدیل شدند.
چنارهای شاخص تهران
- چنار امامزاده صالح: این چنار که محیطی به طول ۱۵ متر داشت، در سفرنامه «دیالافوا» نیز توصیف شده است، محلی خاص در بقعه امامزاده صالح بود. این چنار در دهه ۳۰ آتش گرفت و در دهه ۶۰، تنه سر بریده آن را در حفاری کندند. در گذشته، درون این چنار پینه‌دوزی می‌شد.
- چنار ۱۳ شاخه اوین: چنار ۴۰۰ ساله‌ای در اوین که از تنه سربریده‌اش ۱۳ شاخه جوانه زده است.
- چنار سوهانک: چنار ۹۰۰ ساله‌ای که مسجدی کوچک در کنار آن ساخته شده و حالا در داخل همان مسجد قرار دارد.
- چنار افجه: این چنار کهنسال، در گذشته محلی برای کسب‌وکار قصاب روستا بود و اکنون فضایی برای بازی کودکان است.
- چنارهای جماران: دو چنار کهنسال با قدمتی حدود هزار سال، یکی مقابل حسینیه جماران و دیگری در کنار مسجد قدیمی محله.
- چنار میدان امامزاده قاسم: این چنار کهنسال در نزدیکی بقعه امامزاده قاسم همچنان پابرجاست.

#### چنار در فرهنگ ایرانیان
چنار از دیرباز مورد احترام و توجه ایرانیان بوده است. ایرانیان در گذشته چنار را نماد برکت و رونق می‌دانستند از همین رو در برخی مناطق چنار درخت مراد نامیده می‌شد و چنارهای کهنسال برای مردم مقدس شمارده می‌شد.

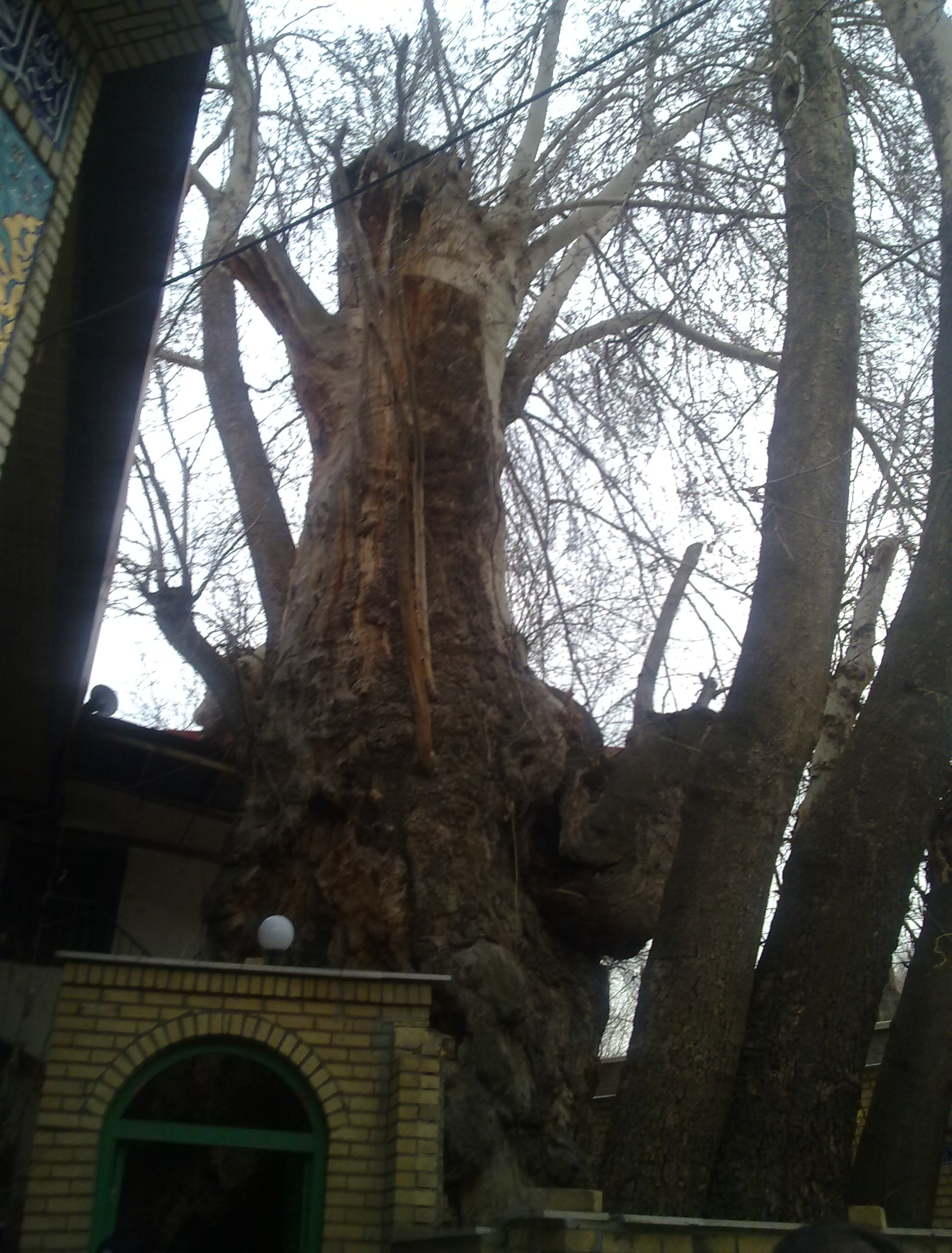
چنار هزاران ساله برغان استان البرز که مسجد روستا در کنار آن ساخته شده است که نشان دهنده مقدس بودن و ارزش چنار در بین ایرانیان است.

تقدس چنارهای کهنسال در ایران به حدی بود که ایرانیان به شاخه‌های درختان کهنسال آسیب وارد نمی‌کردند، این درختان را برآورنده حاجات نیازمندان می‌دانستند و بناهای مقدسشان مانند مساجد و معبدها را در کنار این درختان بنا می‌کردند.چنار در ادبیات ایرانیان نیز پرکاربرد است، نمونه‌هایی از شعر فارسی دربارهٔ چنار:

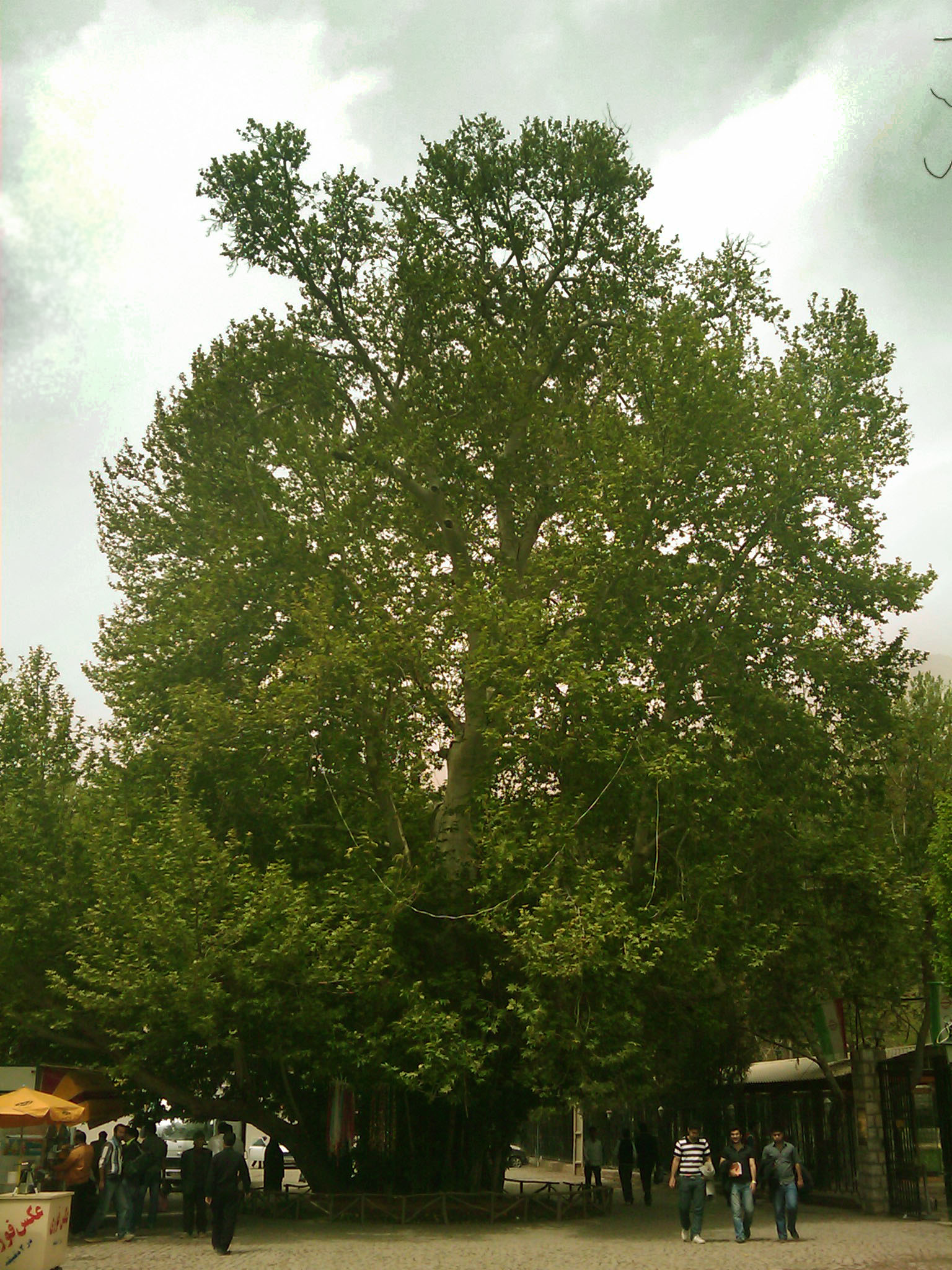
چنار شیرین و فرهاد از چنارهای کهنسال ایران که در ادبیات فارسی کاربرد دارد. در افسانه‌های فارسی در خصوص این درخت آمده که، این درخت را شیرین در زمان شکسته شدن پای اسب خسرو پرویز و دیدار او با فرهاد در طاق بستان به عنوان یادگاری می‌کارد.

| گفت با طعنه منبری به چنار: |  | سرفرازی چه می‌کنی؟ بی بار    |
| نه مگر ننگ هر درختی تو؟    |  | کز شما ساختند چوبه دار!     |
| پس برآشفت آن درخت دلیر،    |  | رو به منبر چنین نمود اخطار؛ |
| گفت:گر منبر تو فایده داشت، |  | کار مردم نمی‌کشید به دار     |

| درختی بدید از برابر چنار    |  | بروبر گذشته بسی روزگار     |
| میانش تهی بار و برگش به جای |  | نهان شد پسش مرد ناپاک رای  |
| چو رستم چنان دید بفراخت دست |  | چنان خسته از تیر بگشاد شست |
| درخت و برادر به هم بر بدوخت |  | به هنگام رفتن دلش برفروخت  |

## گونه‌ها
- چنار آریزونا Platanus wrightii
- چنار آمریکائی Platanus occidentalis
- چنار دورگه Platanus × acerifolia
- چنار خاوری Platanus orientalis
- چنار خوشه‌ای Platanus racemosa
- Platanus gentryi
- Platanus hybrida
- Platanus kerrii
- Platanus mexicana
- Platanus rzedowskii

## نگارخانه

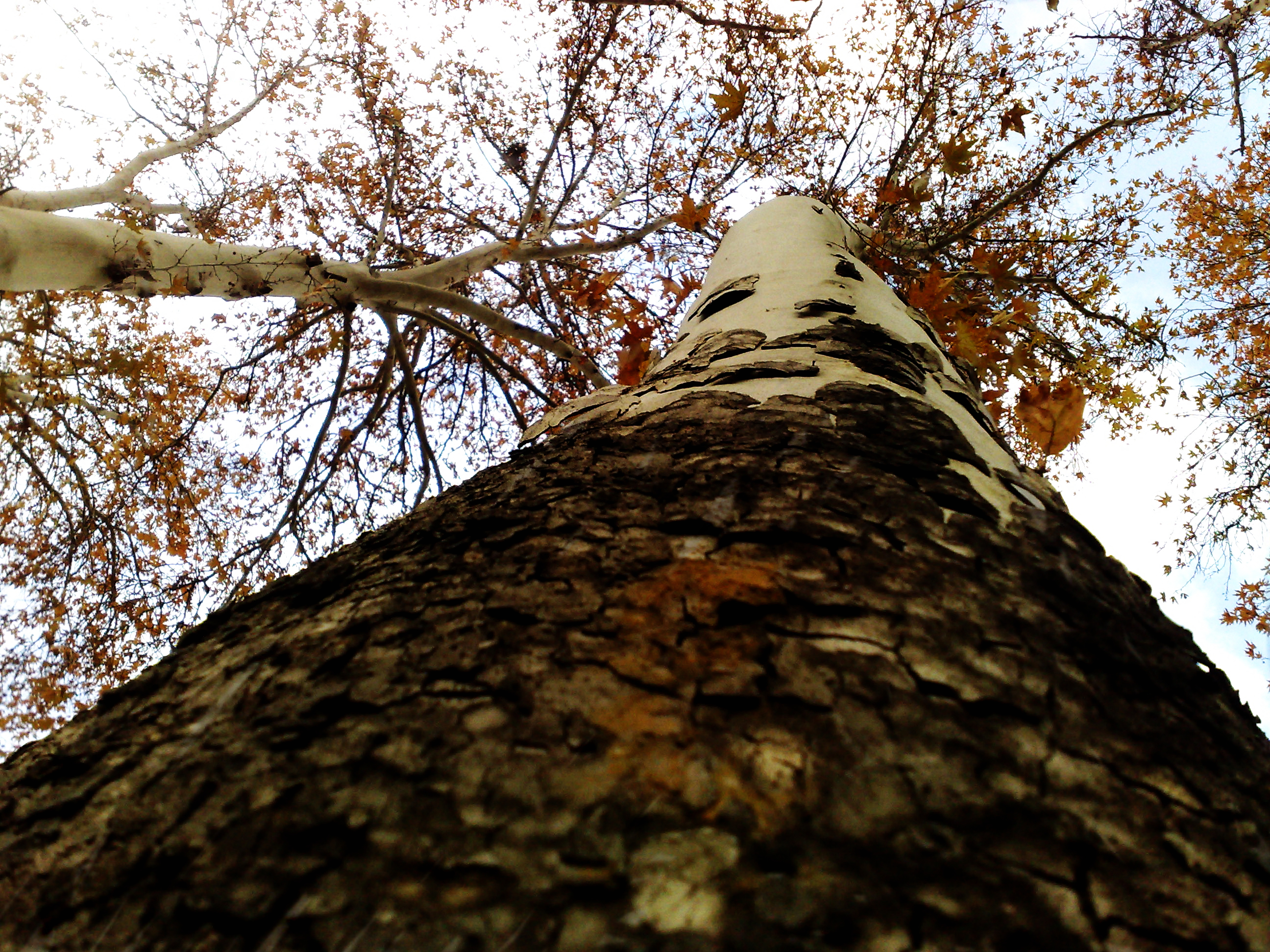
تنه یک درخت چنار
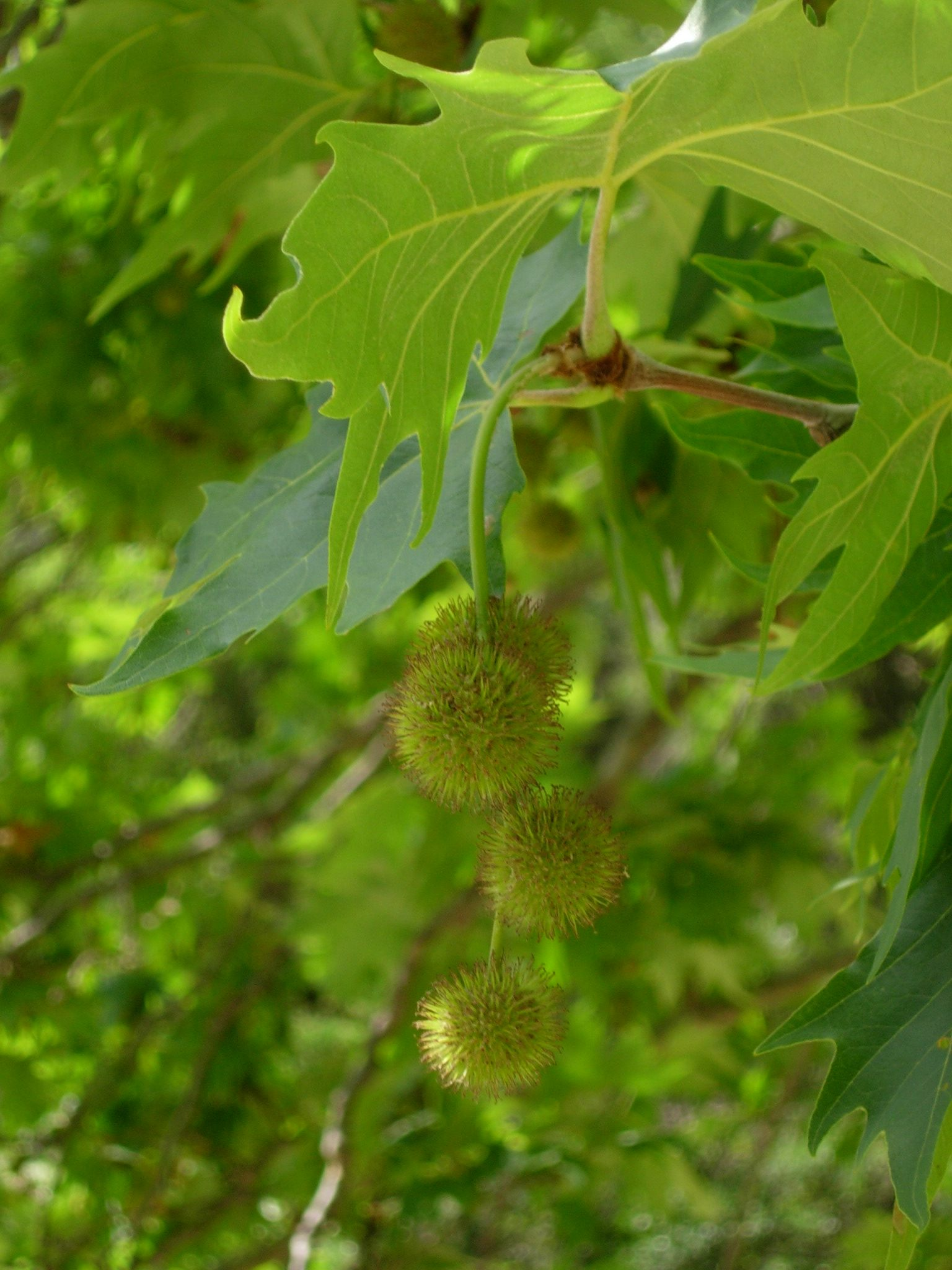
میوه و برگ چنار خاوری
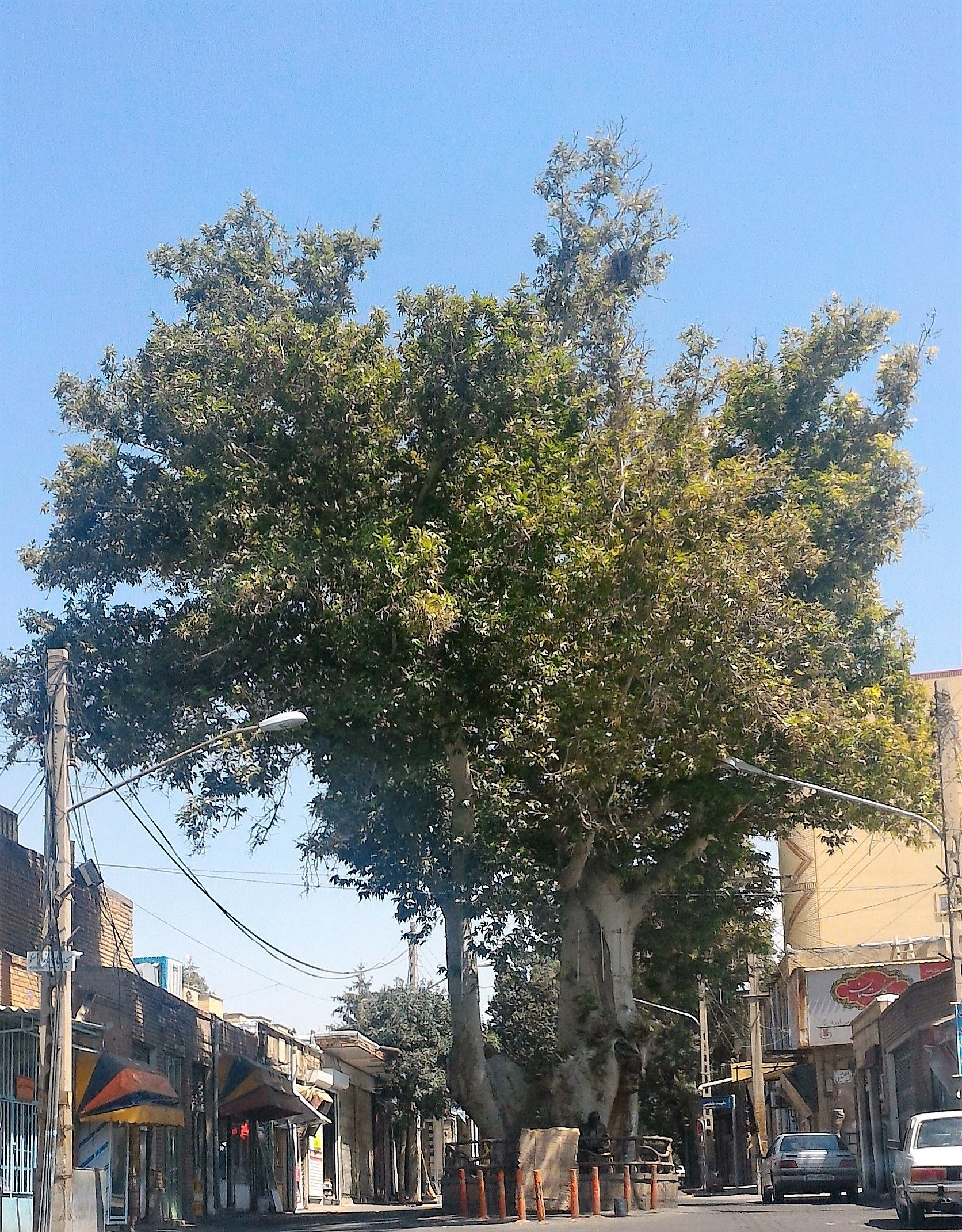
درخت چنار ۱۲۰۰ ساله در اسکو
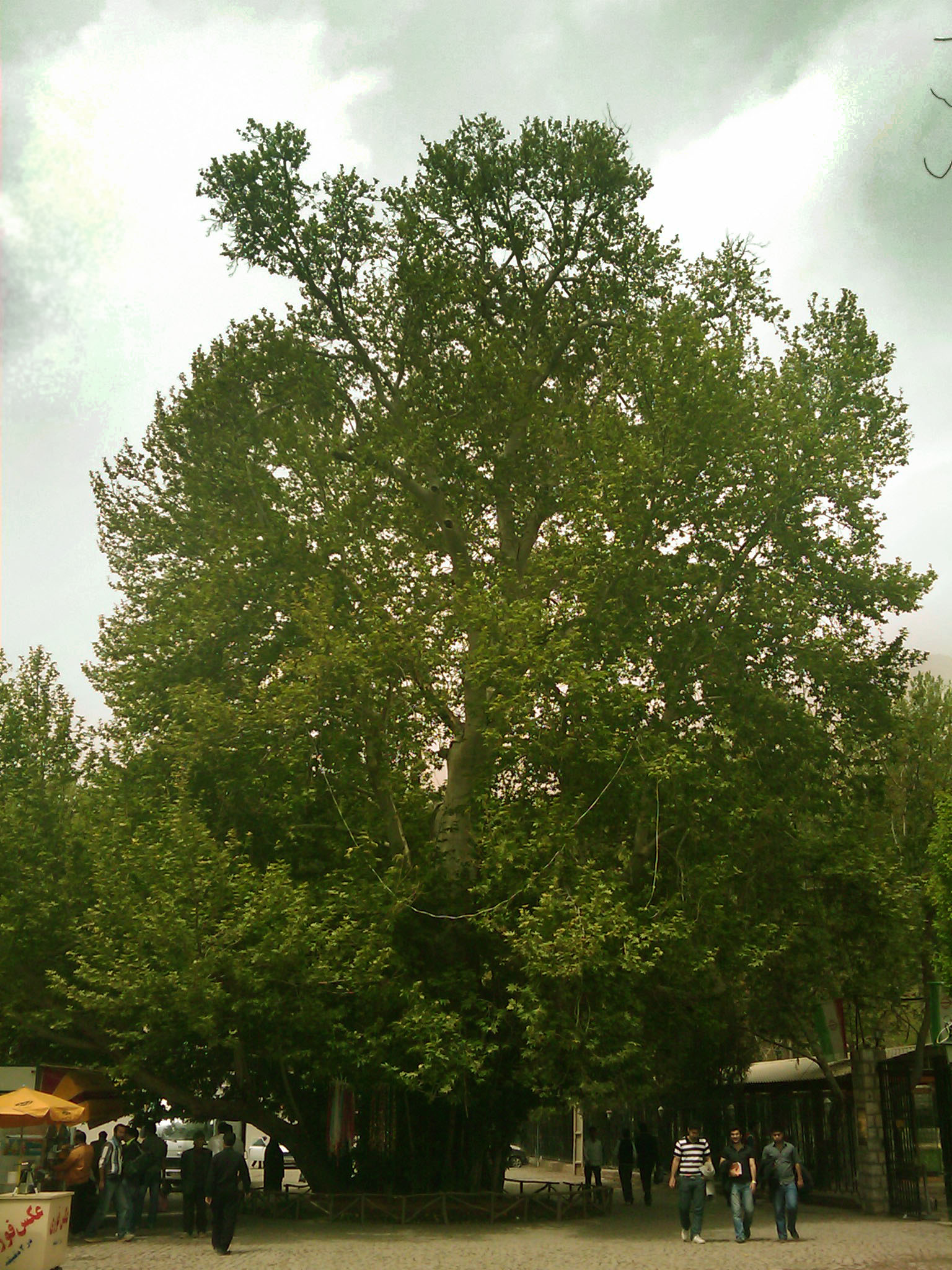
چنار ۷۰۰ ساله شیرین و فرهاد در کرمانشاه